# パワー・ミックス
パワー・ミックス (POWER MIX) は、FM AICHIのラジオ番組。2001年ごろまでは黒岩唯一のパワー・ミックスというタイトルだった（FM AICHI自社製作番組のほとんどで、番組名が「○○（パーソナリティ名）の××」から単なる「××」に変更された）。

## 概要
- 最近流行っている曲をオールリクエストで放送していく番組。
- 通常、17時台に歌手・ミュージシャンのゲストが登場する。登場時間は10分から1時間（17:00 - 18:00）までさまざま。また、直前の番組であるパラダイス・ビートと同じゲストのこともある。
- 「黒岩がお送りする、パワーミックス」というタイトルコールがある。
- パワーイントロ、パワー中トロ、パワーアウトロなどのコーナーでは、リスナーが電話で登場する。
- リスナーが電話で登場する回数はFM AICHIの番組の中でも多い。

## プログラム
以下の時刻は、は2009年9月現在
- 毎時15分ごろパワーイントロ問題編(5時台はゲストの関係で中止・時間変更有)
- 毎時40分ごろパワーイントロ回答編
- 16:00 放送開始
- 16:30 FM AICHI ラジオショッピング
- 16:50 ゲレンデ　インフォメーション(冬季のみ)
- 17:20 三菱ふそう Do!Safety Message
- 17:45 ヘッドライン・ニュース
- 17:50 ON THE WAY COMEDY 道草→ラジオ劇団「小さな奇跡」(2008年10月〜)
- 16:45 17:15 17:40 18:08 18:35　トラフィック （交通情報）